# 范鏞 (弘治進士)
范鏞（1459年—1520年），字鳴遠，陕西鞏昌衛（今屬甘肅）籍直隸華亭縣（今上海市松江區）人，明朝政治人物。

## 生平
陝西鄉試第五名。曾任新乡县学教谕。弘治六年（1493年）癸丑科進士。弘治七年十二月实授湖广道监察御史。十二年六月升浙江按察司佥事，萧山知县邹鲁因私忿陷害当地御史何舜賓，范镛经过察访，掌握实情，判定邹鲁抵死。十七十一月升四川按察副使，正德五年（1510年）九月整饬建昌兵备，六年十二月擢浙江右参政，七年四月升按察使。十年十一月升南京都察院右佥都御史、提督操江，十一年六月以都察院右副都御史、巡抚云南，任内铲奸除弊，得罪兵部尚書王琼，为其所劾，十三年七月被逮至京进诏狱审问，十四年十月降三级，贬湖广布政司右参议，次年卒。世宗继位，正德十六年请恤平反，赐祭葬，追諡恭惠。

## 家族
曾祖父范勝；祖父范文真，遇例冠帶；父范浦。母沈氏。具庆下。